# Rio Bernardo José
Rio Bernardo José är ett vattendrag i Brasilien.   Det ligger i delstaten Rio Grande do Sul, i den södra delen av landet, 1 400 km söder om huvudstaden Brasília.
I omgivningarna runt Rio Bernardo José växer i huvudsak städsegrön lövskog. Runt Rio Bernardo José är det glesbefolkat, med 14 invånare per kvadratkilometer.